# Noel Buxton
Noel Buxton, född 9 januari 1869 och död 12 september 1948, var en brittisk politiker, son till Thomas Fowell Buxton d.y..
Buxton var liberal ledamot av underhuset 1905-06 och 1910-1918, arbetarrepresentant där från 1922, och jordbruksminister i Ramsay MacDonalds ministär i juni 1929. Buxton har varit en särskild kännare av förhållandena på Balkan, och publicerade flera skrifter om området, samt var ordförande i den så kallade Balkankommittén under första världskriget.